# Итальянская школа алгебраической геометрии
В истории математики словосочетание итальянская школа алгебраической геометрии относится к работам на протяжении более чем полувекового периода (расцвет пришёлся примерно на 1885—1935) учёных разных стран в области бирациональной геометрии, в частности, теории алгебраических поверхностей. Было примерно 30 — 40 ведущих математиков, которые внесли наибольший вклад в эти труды, из которых примерно половина действительно была итальянцами. Лидерами в этой школе считались римские математики Гвидо Кастельнуово, Федериго Энрикес и Франческо Севери, работы которых содержали глубокие открытия и определили стиль научной школы.

## Алгебраические поверхности
Особое внимание к алгебраическим поверхностям — алгебраическим многообразиям размерности 2 — было вызвано построением полной геометрической теории алгебраических кривых (размерности 1): около 1870 было выяснено, что теория кривых вместе с теорией Брилля — Нётера влечёт теорему Римана — Роха и все её уточнения (через геометрию тета-дивизора).
Классификация алгебраических поверхностей была храброй и успешной попыткой повторить классификацию кривых по их роду g. Она соответствует грубой классификации: g= 0 (проективная прямая); g = 1 (эллиптическая кривая); и g > 1 («кренделя» с независимыми голоморфными 1-формами). В случае поверхностей классификация Энрикеса была делением на пять подобных больших классов, три из которых были аналогами классов кривых, а ещё два — эллиптические расслоения и K3-поверхности, как их называют теперь — являются вместе с двумерными абелевыми многообразиями «промежуточной территорией». Эта классификация привела к жизни некоторое количество знаковых идей, сформулированных на современном языке комплексных многообразий Кунихико Кодаирой в 1950-х, и улучшена, чтобы включить явления, возникающие в простой характеристике Оскаром Зарисским, школой Шафаревича и другими около 1960. Версия теоремы Римана — Роха для поверхностей также была получена.

## Проблемы в основаниях
Некоторые доказательства, полученные в рамках итальянской школы, ныне не считаются удовлетворительными по причинам трудностей в основаниях этой науки. Таковым является, например, частое использование итальянскими математиками бирациональных реализаций в размерности три поверхностей, которые имеют неособые реализации только в проективных пространствах большей размерности. Чтобы обойти эти вопросы, были разработаны изощрённые методы работы с линейными системами дивизоров (фактически, теория линейных расслоений для гиперплоских сечений предполагаемых вложений в проективные пространства). Много современных техник было обнаружено в зачаточном виде, и во многих случаях внятное проговаривание этих идей превысило технические возможности языка.

## Геометры
Согласно Гверраджио и Настаси (стр. 9, 2005) Луиджи Кремона «считается основателем итальянской школы алгебраической геометрии». Позже они объясняют, что в Турине сотрудничество Д’Овидио и Коррадо Сегре «привело усилиями их или их учеников, итальянскую алгебраическую геометрию к полной зрелости». Ученик Сегре, Г. Ф. Бейкер писал (1926, стр. 269), что [Коррадо Сегре] «может быть назван отцом этой замечательной итальянской школы, которая достигла столь многого в бирациональной теории алгебраических множеств». Об этом Бригалья и Чилиберто (2004) говорят: «Сегре возглавлял и продвигал вперёд школу геометрии, которую Луиджи Кремона основал в 1860». По данным проекта «Математическая генеалогия» подлинная плодовитость школы началась с Гвидо Кастельнуово и Федериго Энрикеса. В США многих учеников воспитал Оскар Зариски.
Список математиков итальянской школы включает в себя также следующих итальянцев: Джакомо Альбанезе, Эудженио Бертини, Кампеделли, Оскар Кизини, Микеле Де Франчис, Паскуале дель Пеццо, Бениамино Сегре, Франческо Севери, Гвидо Заппа (с другим значимым вкладом Джино Фано, Розати, Торелли, Джузеппе Веронезе).
В других странах в сходных областях работали Генри Фредерик Бейкер и Патрик Дю Валь (Великобритания), Артур Байрон Кобл (США), Жорж Умбер и Шарль Эмиль Пикар (Франция), Люсьен Годо (Бельгия), Герман Шуберт и Макс Нётер, а позже Эрих Келер (Германия), Иероним Георг Цейтен (Дания), Болеслав Корнелиевич Млодзиевский (Россия).
Эти люди работали скорее в алгебраической геометрии, нежели в погоне за проективной геометрией как синтетической геометрией, которая в тот период была громадным по масштабам, но с исторической точки зрения бесперспективным направлением исследования.

## Пришествие топологии
Новая алгебраическая геометрия, наследовавшая итальянской школе, отличалась также интенсивным использованием алгебраической топологии. Основоположником этой тенденции был Анри Пуанкаре; в 1930-е она была развита Лефшецем, Ходжем и Тоддом. Современный синтез сблизил их работы, а также школы Анри Картана, Вэй-Лянга Чжоу и Кунихико Кодаиры, с традиционным материалом.

## Упадок школы
В ранние годы итальянской школы, при Кастельнуово, стандарты строгости были в ней так же высоки, как во всей остальной математике. При Энрикесе стало считаться допустимым использовать более неформальные аргументы, например, «принцип непрерывности», утверждающий, что то, что справедливо вплоть до какого-то предела, справедливо и при этом пределе — принцип, не имевший не то что строгого доказательства, но даже удовлетворительной формулировки. Поначалу это не сказывалось негативно, поскольку интуиция Энрикеса была достаточно тонкой, чтобы его утверждения оказались на самом деле верными, и использование таких соображений позволило ему выдвигать несколько спекулятивные результаты об алгебраических поверхностях. К сожалению, примерно с 1930 и далее под руководством Севери стандарты строгости размылись ещё сильнее, вплоть до той степени, что результаты оказывались не просто недостаточно обоснованными, но даже безнадёжно неверными. Например, в 1934 Севери заявил, что пространство классов рациональной эквивалентности циклов на алгебраической поверхности конечномерно, но в 1968 году Мамфорд показал, что это неверно для поверхностей положительного геометрического рода; или, например, в 1946 Севери опубликовал статью, в которой провозглашалось доказательство того, что поверхность степени 6 в трёхмерном пространстве имеет не более 52 особенностей, но секстика Барта имеет 65 особенностей. Севери не считал свои аргументы неадекватными, что вело к язвительным диспутам о статусе некоторых его результатов.
К 1950 стало слишком сложно говорить, какие из заявленных результатов были корректными, и неформальная интуитивная школа алгебраической геометрии окончательно пришла в упадок из-за своих слабых оснований. Примерно с 1950 по 1980 прилагались значимые усилия к тому, чтобы спасти от окончательного краха как можно больше утверждений, придав им строгий алгебраический стиль алгебраической геометрии, основанной Вейлем и Зарисским. В частности, в 1960-х Кодаира и Шафаревич с его учениками переписали классификацию Энрикеса алгебраических поверхностей более строго, а также распространили её на все компактные комплексные поверхности; в 1970-х Фултон и Макферсон поставили классические вычисления теории пересечений на строгую почву.